# Paolo Gorini
Paolo Gorini (Pavia, 18 de janeiro de 1813 — Lodi, 2 de fevereiro de 1881) foi um geólogo e matemático italiano.

## Biografia
Nascido em Pavia, mudou-se para Lodi em 1834 como professor de física no liceu local, onde realizou descobertas notáveis sobre compostos orgânicos.
Após os Cinco Dias de Milão, refugiou-se na Suíça, onde continuou seus estudos sobre geologia. De volta a Lodi em 1871, publicou Sull'origine del vulcani. Embalsamou os corpos de Giuseppe Mazzini e Giuseppe Rovani.
Um monumento e um museu foram erigidos em sua memória em Lodi que, ainda vivo, lhe dedicou uma estrada perto do hospital velho.

## Cartas
- Corrispondenza dell'I. R. Istituto Lombardo di Scienze, Lettere ed Arti col prof. Paolo Gorini a proposito degli esperimenti sulla formazione delle montagne, Milano, coi tipi di Paolo Valentini e comp., 1852;
- Lettere inedite di Paolo Gorini a Gaetano Pini, a cura di Antonio Allegri, Lodi, Società storica lodigiana, 1986, estratto da: "Archivio storico lodigiano", 1986, n.105, pp. 114-139;